# مستشفى السبعين للأمومة
مستشفى السبعين للأمومة أو مستشفى السبعين للأمومة والطفولة مستشفى يقع في جنوب العاصمة صنعاء في ميدان السبعين في وبالتحديد شمال جامع الصالح.